# Fratta Polesine
Fratta Polesine är en ort och kommun i provinsen Rovigo i regionen Veneto i Italien. Kommunen hade 2 579 invånare (2018).